# Anopheles freeborni
Anopheles freeborni es una especie de mosquito del género Anopheles, de la familia Culicidae, orden Diptera. Fue descrita por Aitken en 1939.
Mide aproximadamente 7-8 mm de longitud. Se distribuye por América del Norte: Canadá, México y Estados Unidos. Las larvas se encuentran en aguas estancadas; Los hábitats de larvas conocidos incluyen campos de arroz, estanques a lo largo de carreteras y aguas subterráneas.